# Emmanuel Tawil
Emmanuel René Gabriel Tawil (Lione, ...) è un giurista e avvocato francese, professore all'Università di Università Panthéon-Assas. Da avvocato ha difeso le famiglie delle vittime nel processo di Gdeim Izik.

## Biografia
Ha conseguito due dottorati, uno in diritto canonico a Strasburgo nel 2003, uno in diritto pubblico all’università di Aix-Marsiglia nel 2006, oltre ad una laurea in teologia a Friburgo nel 2010. Ha svolto inoltre un post-dottorato all'École Pratique des Hautes Études.
Abilitato all’insegnamento nel febbraio 2018 è docente a all’Università di Parigi II Panthéon-Assas. Insegna inoltre all'Istituto cattolico di Lione e all'Istituto cattolico di Parigi dove ha diretto il corso di laurea in giurisprudenza e scienze politiche. Dal 2014 è membro corrispondente del Pontificio comitato per le scienze storiche e membro del Consiglio per le questioni canoniche della Conferenza episcopale francese dal 2012.
Ha partecipato a numerosi congressi, soprattutto a Roma e UC Berkeley.
Ha scritto sulla Corte costituzionale italiana.
Parla fluentemente francese, inglese e italiano.

## Attività professionali

### Attività accademica
Come accademico, è specializzato in diritto pubblico – in particolare diritto canonico e relazioni internazionali – e ha pubblicato numerosi libri in quest’ambito. Si interessa anche al secolarismo, di cui condanna la strumentalizzazione e alle relazioni fra gli Stati e la Santa Sede. Sostiene che la "laicità positiva" evocata da Benedetto XVI sia uno dei maggiori contributi del suo magistero.
Spiega che il diritto di asilo delle chiese fu limitato da Carlo Magno prima di essere abolito nel 1539 da Francesco I. Se in precedenza le chiese godevano di una vera immunità dai poteri pubblici, ora il riferimento al "diritto di asilo" è scomparso dal codice del diritto canonico, quindi sarebbe più opportuno parlare di accoglienza nelle chiese e non di asilo.
Nel 2014 è stato nominato membro della Commissione consultiva sulle religioni dal Ministro degli affari sociali e della salute. È nominato accanto a Yves Gaudemet o Sébastien Fath, tra le "personalità scelte per la loro competenza e conosciute per il loro lavoro, le loro attività, la loro conoscenza sui problemi di protezione sociale dei ministri delle religioni e dei membri delle congregazioni religiose e delle comunità religiose di varie fedi e sulle questioni relative allo status giuridico delle religioni e ai problemi della sociologia religiosa".
Per quanto riguarda i casi di pedofilia, Emmanuel Tawil ritiene che lo scandalo degli abusi sessuali nell'arcidiocesi di Boston abbia segnato una svolta e che oggi la Chiesa coopera con le autorità civili e non è in una logica di segretezza o omertà.

### Avvocato
La sua attività legale lo ha portato a difendere le famiglie delle vittime degli eventi dell'8 novembre 2010 a Laayoune. In quell'occasione ha affermato che il processo di Gdim Izik "non è un processo politico" e che era perfettamente conforme alle regole del processo equo. Critica anche la Corte di giustizia dell'Unione europea per aver esercitato pressioni sul Marocco
Si oppone al divieto del velo all'università e sostiene che le leggi sul culto in vigore in Alsazia-Mosella vadano conservate.

## Opere
- Norme religieuse et droit français, PU Aix-Marseille, 2005, 322 p.[16]
- Droit des cultes. Personnes, activités, biens et structures, Juris Associations, 2005, 640 p.[17]
- Du gallicanisme administratif à la liberté religieuse, Presses Universitaires d'Aix-Marseille, 2009, 250 p.[18]
- Laïcité de l'État & Liberté de l'Église, Artège Editions, 2013, 160 p.[19]
- Justice et religion : La laïcité à l'épreuve des faits, Presses Universitaires de France, 2016, 248 p.[20]
- France & Saint-Siège. Accords diplomatiques en vigueur, Cerf, 2017, 200 p.[21]
- Cultes et congrégations, Dalloz, 2019, 464 p.[22]